# Från socialism till ökad jämlikhet
Från socialism till ökad jämlikhet är en svensk dokumentärserie om socialdemokratins historia i Sverige. Den producerades av Hans O. Sjöström och Carl Slättne. Seriens åtta 25 minuter långa delar sändes först i TV1 mellan den 30 augusti och 18 oktober 1971.
I utarbetandet av programmet deltog Håkan Arvidsson, Gunnar Olofsson och Bernt Kennerström som alla var kopplade till  tidskriften Zenit. Serien blev föremål för omfattande diskussion och ansågs beskylla den reformistiska arbetarrörelsen för att ha svikit sin ideal. Framstående socialdemokrater Tage Erlander, Olof Palme och Sten Andersson tillhörde seriens kritiker. Efter att serien anmälts lät Radionämnden serien bedömas av tre forskare. De ansåg att serien brast i saklighet och opartiskhet, vilket ledde till fällning i Radionämnden.
En dokumentär om dokumentären, Radionämndens värsta fällning, visades i Kunskapskanalen den 23 oktober 2005. I samma kanal repriserades även de två första avsnitten den 19 oktober 2011. Serien har dock aldrig (2016) visats i sin helhet efter 1971.

## Avsnitt
Avsnittstitlarna hade hämtats ur sången "Internationalen". Seriens titel refererar till "Ökad jämlikhet" som var en slogan för Socialdemokraterna under 1960-talets slut.
1. "Många rovdjur på vårt blod sig mätta...", visades den 30 augusti 1971
2. "Upp till kamp...", visades den 6 september 1971
3. "Det dånar uti rättens krater...", visades den 13 september 1971
4. "Den arme ingen rätt man ger...", visades den 20 september 1971
5. "Vi smida medan järnet glöder...", visades den 27 september 1971
6. "Sista striden det var..." , visades den 4 oktober 1971
7. "Jämlikheten skall nu bli lag...", visades den 11 oktober 1971
8. "Vi under skatter dignar ner...", visades den 18 oktober 1971